# Touring after the Apocalypse
Touring after the Apocalypse (jap. 終末ツーリング Shūmatsu Touring) ist eine Manga-Serie von Sakae Saito, die in Japan seit 2020 erscheint. Die postapokalyptische Science-Fiction-Geschichte wurde ins Deutsche und Englische übersetzt. 

## Inhalt
Zwei Mädchen fahren allein mit einem solarbetriebenen Motorrad durch die Ruinen eines postapokalyptischen Japan. Von der Zerstörung um sie herum lassen sie sich kaum stören, denn sie wollen die bekanntesten Sehenswürdigkeiten Japans besichtigen. Yoko hat sich erstmals seit langem aus einem der Bunker, in denen die meisten verbliebenen Menschen leben, herausgetraut und träumt von der früheren Welt. Ihre Begleiterin Airi ist ein Cyborg mit vielen Fähigkeiten. Sie folgen der Reisebeschreibung von Yokos Schwester Chiko und hoffen, sie am Ende der Reise quer durch Japan zu finden. Trotz nötiger Suche nach dem Notwendigsten, reisen die beiden weitgehend unbeschwert durch die Stadtteile Tokios, nach Hakone, zu heißen Quellen, ins Gebirge und zu einer Rennstrecke. Nach und nach wird erzählt, wie die Welt in diesen Zustand kam, und die Mädchen haben Kontakt mit anderen Menschen, die überlebt haben.

## Veröffentlichung
Die Serie wird seit September 2020 in einzelnen Kapiteln im Magazin Dengeki Maoh veröffentlicht. Der Verlag ASCII Media Works bringt den Manga seit April 2021 auch in bisher sieben Sammelbänden heraus (Stand März 2025). Eine deutsche Fassung, übersetzt von Antje Bockel, erscheint seit Februar 2024 bei Carlsen Manga in bisher fünf Bänden (Stand Juli 2025). Bei Yen Press wird der Manga auf Englisch veröffentlicht.
Für Oktober 2025 wurde eine Umsetzung als Anime-Serie angekündigt, die im Studio Nexus entsteht.